# Miha Lapornik
Miha Lapornik, slovenski košarkar, * 18. oktober 1993, Celje, Slovenija 
 
S svojimi 194 cm je igralec na poziciji branilca ali pa kot nizkega krilo. Trenutno igra za ljubljansko Olimpijo.   

## Klubska kariera
Miha Lapornik je svojo košarkarsko kariero začel v Laškem. V sezoni 2010/2011 je prvič okusil članske minute, v naslednji pa je že igral tudi v Ligi ABA. V sezoni 2013/2014 je naredil preskok in postal nosilec igre Zlatoroga, kjer je v povprečju dosegal 16,5 točke, 2,3 skoka in 1,6 podaje na tekmo. V marcu 2014 si je poškodoval ramo in zato je izpustil skoraj pol leta treningov ter tekem. V sezoni 2014/2015 se je uspešno vrnil na košarkarska igrišča in bil med najboljšimi posamezniki Lige Telemach. Za Zlatorog Laško je v povprečju dosegal 13,5 točke, 2,3 skoka in 1,8 podaji na tekmo. Zlatorog se je v sezoni 2014/2015 presenetljivo uvrstil v finale Pokala SPAR. 
Športna pot igralca:
- 2010-2011: Zlatorog Laško (Slovenija)
- 2011-2012: Zlatorog Laško (Slovenija)
- 2012-2013: Zlatorog Laško (Slovenija)
- 2013-2014: Zlatorog Laško (Slovenija)
- 2014-2015: Zlatorog Laško (Slovenija)
- 2015-2016: Union Olimpija Ljubljana (Slovenija)

## Reprezentanca
Nastopil je za slovensko reprezentanco v vseh mlajših kategorijah (U16, U18, U20) na evropskih prvenstvih. Na EP U20 leta 2013 je v povprečju dosegal 12,8 točke, 2,4 skoka in 1,6 podaji na tekmo. Lapornik je med poletjem 2015 nastopil tudi za slovensko člansko B reprezentanco, kjer si je izboril vpoklic selektorja Zdovca na priprave A reprezentance za Eurobasket 2015.